# Arnold (Nebraska)
Arnold é uma vila localizada no estado americano de Nebraska, no Condado de Custer.

## Demografia
Segundo o censo americano de 2000, a sua população era de 630 habitantes. 
Em 2006, foi estimada uma população de 609, um decréscimo de 21 (-3.3%).

## Geografia
De acordo com o United States Census Bureau, a localidade tem uma área de 2,0 km², sem área coberta por água.

## Localidades na vizinhança
O diagrama seguinte representa as localidades num raio de 36 km ao redor de Arnold. 